# PureOS
PureOS — дистрибутив Linux, сфокусований на конфіденційності та безпеці, що використовує середовище робочого столу GNOME. Він підтримується компанією Purism для використання в її ноутбуках і смартфонах Librem.
PureOS включає тільки вільне та відкрите програмне забезпечення і входить до списку безкоштовних дистрибутивів GNU/Linux, опублікованого Фондом вільного програмного забезпечення.
PureOS ґрунтується на Debian і об'єднує пакунки програмного забезпечення з відкритим сирцевим кодом з основного архіву Debian. Веббраузер, який типово використовується в PureOS, називається PureBrowser і є форком Firefox, орієнтованим на конфіденційність. Типово в PureBrowser використовується пошукова система DuckDuckGo.
PureOS 9.0 Hephaestus є першим фінальним випуском системи, що вийшов зі стадії бета-версії.